# 1823

## أحداث
- تأسيس مدينة غوسفورد وتقع حاليا في أستراليا.
- نهاية الحرب العثمانية القاجارية في 1823 والتي بدأت في 1821.
- استوطنت قبيلة مطير الصمان.

## مواليد
- آرثر إنجرام بورمن
- ألفرد راسل والاس
- إدوار مانيه
- إرنست رينان
- دانيال بليس
- سيمون بوليفار باكنر
- عبد المجيد الأول
- كاتسو كايشو
- ماكس مولر
- محمد شريف باشا
- علي مبارك

## وفيات
- إدموند كارترايت
- إدوارد جينر
- جوفاني باتيستا بلزوني
- دافيد ريكاردو